# Hypoponera coeca
Hypoponera coeca är en myrart som först beskrevs av Santschi 1914.  Hypoponera coeca ingår i släktet Hypoponera och familjen myror. Inga underarter finns listade i Catalogue of Life.